# حاجی اسحاق‌لی
حاجی اسحاق‌لی ( ترکی آذربایجانی: Hacı İsaqlı) یک منطقهٔ مسکونی در جمهوری آرتساخ است که در استان هادروت واقع شده‌است.